# Verkön
För Verkö i Karlskrona, se Verkö

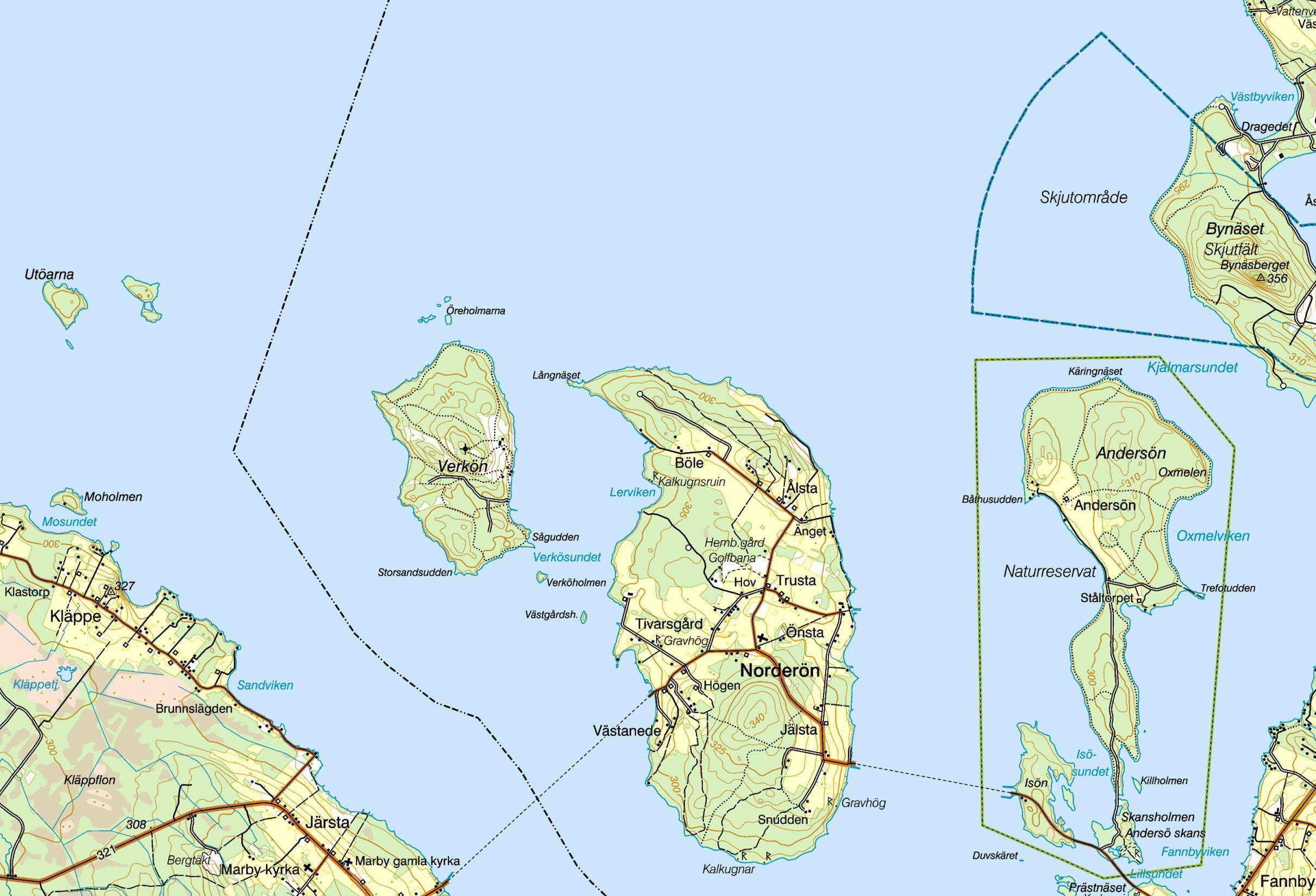
Karta över Verkön med angränsande öar.

Verkön är en  ö i Storsjön, i Norderö distrikt (Norderö socken) i Jämtland. Ön är ungefär två kilometer lång och en dryg kilometer bred.

## Historia
Ön förekommer första gången i historiska texter år 1470 då det berättas att Henrik på Verkön köpte mark i Håkansta på fastlandet, men sannolikt har ön varit bebodd långt tidigare precis som övriga Storsjöbygden. Namnet Verkön är av okänt ursprung men det spekuleras att namnet kommer från virke och att ön skulle ha varit känd som "ön med det fina virket". Även andra teorier finns.
Under åren har en rad familjer bebott gårdarna på Verkön. Mot slutet av 1700-talet brukades ön av bonden Pehr Fastesson som även kallades Petrus. Det sägs att Petrus ande kunde ses långt efter hans död, vandrandes med en gammal skinnväska i en rem över axeln. Även så kallade "feigljös" (jämtska: ett ljus som svävade över en gengångare) ska ha setts i samband med detta.
Adelsmannen och domänintendenten Fredrik Wilhelm Tigerhielm flyttade 1881 till Verkön. Denne var mycket intresserad av trädgårdar och anlade en skogsträdgård på ön. Där fanns bland annat pilträd och bärbuskar samt ett vedeldat växthus. 1893 bytte ön ägare återigen då den köptes av överstelöjtnant Sigfried Henning Napoleon Behm. Till en början använde Behm endast ön som sommarbostad men sedan han byggt ut villan (numera kallad Verkö slott) 1905 samt dragit in vatten och avlopp blev han bofast. Gården hade då 25 hektar odlad mark samt en besättning av 25 kor, 7 hästar, svin, får och höns. 1914 infördes elektriciteten till ön med hjälp av en vindkraftsturbin. Elenergi lagrades med hjälp av 64 stora blyackumulatorer i slottets källare.

## Nutid
Verkö Slott med tillhörande fastigheter och hamn såldes i juni 2013 av Östersunds Kommun, och ägs idag av Per-Åke Wahlund, och är en del av Sir Winston Group hotell och konferensanläggning. På egendomen finns boende på slottet och i gårdshuset, restaurangverksamhet på slottsterrassen med drygt 200 sittplatser och 110 sittplatser inne på slottet.
I Verkö hamn finns en marina med bryggplatser för motorbåtar, segelbåtar och ångbåtar.
Till Verkön kan man åka med egen båt eller med passagerarbåten Verköns sjöexpress som tar 12 passagerare och som går mellan Norderön och Verkön på 8 minuter eller sträckan Östersunds hamn-Verkö hamn på ca 40 minuter. 
Vintersäsongen februari-mars går Isexpressen på ca 40 minuter distansen på 1.7 mil Östersund - Verkön. Isexpressen är stora specialbyggda slädar som dras av Polaris Ranger med bandsats. Sommarsäsongen på Verkön sträcker sig ifrån mitten på maj till slutet av september.
År 2021 gör Joakim och Jonna Lundell ett avsnitt av sin serie ”spökjakt” för Discovery+ på den lilla ön. Avsnittet är det femte i den tredje säsongen. De upplever där många olika saker och känslor.